# Federazione di softball della Danimarca
La Federazione danese di softball (in danese Dansk Softball Forbund) è un'organizzazione fondata nel 1978 per governare la pratica del softball in Danimarca.
Organizza il campionato di softball danese, e pone sotto la propria egida la nazionale di softball femminile.